# Pniewy (gromada w powiecie szamotulskim)
Pniewy – dawna gromada, czyli najmniejsza jednostka podziału terytorialnego Polskiej Rzeczypospolitej Ludowej w latach 1954–1972.
Gromady, z gromadzkimi radami narodowymi (GRN) jako organami władzy najniższego stopnia na wsi, funkcjonowały od reformy reorganizującej administrację wiejską przeprowadzonej jesienią 1954 do momentu ich zniesienia z dniem 1 stycznia 1973, tym samym wypierając organizację gminną w latach 1954–1972.
Gromadę Pniewy z siedzibą GRN w mieście Pniewach (nie wchodzącym w skład gromady) utworzono – jako jedną z 8759 gromad na obszarze Polski – w powiecie szamotulskim w woj. poznańskim, na mocy uchwały nr 35/54 WRN w Poznaniu z dnia 5 października 1954. W skład jednostki weszły obszary dotychczasowych gromad Chełmno, Lubocześnica i Zamorze ze zniesionej gminy Pniewy w powiecie szamotulskim, a także część obszaru dotychczasowej gromady Chorzewo (18,67 ha) oraz część obszaru dotychczasowej gromady Lubosz (25,08 ha) ze zniesionej gminy Kwilcz w powiecie międzychodzkim  w tymże województwie. Dla gromady ustalono 10 członków gromadzkiej rady narodowej.
1 stycznia 1960 do gromady Pniewy włączono obszar zniesionej gromady Podpniewki w tymże powiecie.
1 stycznia 1970 do gromady Pniewy włączono 879,43 ha z miasta Pniewy w tymże powiecie, natomiast 94,7981 ha (części wsi Lubocześnica – 6,71 ha, i Pniewy-Zamek – 88,0881 ha) z gromady Pniewy włączono do miasta Pniewy.
Gromada przetrwała do końca 1972 roku, czyli do kolejnej reformy gminnej. 1 stycznia 1973 w powiecie szamotulskim reaktywowano gminę Pniewy.